# Lista de arruamentos do Castelo (Lisboa)
A lista de arruamentos do Castelo apresenta os 9 arruamentos oficiais da antiga freguesia lisboeta do Castelo, actualmente integrada na nova freguesia de Santa Maria Maior, e a sua descrição.

## Beco do Forno do Castelo
O Beco do Forno do Castelo inicia-se na Rua do Recolhimento e termina na Rua de Santa Cruz do Castelo, tendo o seu nome sido oficializado a 1 de setembro de 1859. Anteriormente era conhecido popularmente como Beco do Forno apenas. A referência ao Castelo no nome do topónimo ocorre por razões de desambiguação, devido à existência de outros seis arruamentos com o nome Beco do Forno.

## Beco do Leão
O Beco do Leão é um arruamento sem saída que se inicia na Rua do Recolhimento. O seu nome é conhecido desde o século XVI, onde também era tido como sendo parte de uma Rua dos Cónegos. A grafia antiga Beco do Lião também é conhecida. Antigamente o arruamento desembocava na confluência das ruas do Arco da Mira e da Parreirinha, formando nessa desembocadura o Largo do Eirado dos Loios ou do Beco do Leão.

## Beco do Recolhimento
O Beco do Recolhimento é um arruamento que se inicia no Beco do Forno do Castelo e termina na Rua do Recolhimento. Antigamente era conhecido por Beco do Jardim, tendo o seu nome atual sido dado a 1 de setembro de 1859. Os nomes do Beco do Recolhimento e da Rua do Recolhimento provêm da existência de um antigo recolhimento nas redondezas, o Recolhimento de Nossa Senhora da Conceição, para meninas nobres órfãs, destruído aquando do terramoto de 1755.

## Largo de Santa Cruz do Castelo
O Largo de Santa Cruz do Castelo é um largo formado pela confluência das Ruas de Santa Cruz do Castelo, do Recolhimento e das Flores de Santa Cruz. O antigo nome da freguesia do Castelo era Santa Cruz do Castelo, advindo este nome da Igreja de Santa Cruz da Alcáçova que surge já num documento datado de 25 de maio de 1168. Para mais informação histórica ver: Rua de Santa Cruz do Castelo.

## Rua das Cozinhas
A Rua das Cozinhas é um arruamento sem saída que se inicia na Rua do Espírito Santo. O topónimo foi atribuído após o terramoto de 1755 e alude à existência das antigas cozinhas do Paço da Alcáçova nesta zona do bairro do Castelo.

## Ruas das Flores de Santa Cruz
A Rua das Flores de Santa Cruz é um arruamento, antigamente conhecido apenas por Rua das Flores, que se inicia na Rua do Espírito Santo e termina no Largo de Santa Cruz do Castelo. O seu nome foi oficializado a 1 de setembro de 1859. A inclusão da expressão "de Santa Cruz" deve-se a necessidade de desambiguação com outro arruamento chamado Rua das Flores localizado nas freguesias da Encarnação e São Paulo. O antigo nome da freguesia do Castelo era Santa Cruz do Castelo, advindo este nome da Igreja de Santa Cruz da Alcáçova que surge já num documento datado de 25 de maio de 1168. Para mais informação histórica ver: Rua de Santa Cruz do Castelo.

## Rua de Santa Cruz do Castelo
A Rua de Santa Cruz do Castelo é um arruamento da freguesia do Castelo, freguesia até 16 de março de 1915 conhecida por Santa Cruz do Castelo, nome que por sua vez advém da Igreja de Santa Cruz da Alcáçova ou de Santa Cruz. Um documento de 25 de maio de 1168 refere já esta igreja. Santa Cruz é ainda hoje a orago da freguesia do Castelo. A rua inicia-se na Rua do Chão da Feira e termina no Largo de Santa Cruz do Castelo.

## Rua do Espírito Santo
A Rua do Espírito Santo nasce na Rua de Santa Cruz do Castelo e termina na Rua das Flores de Santa Cruz. O nome deriva de uma antiga ermida dedicada ao Espírito Santo que terá sido destruída no terramoto de 1755. 

## Rua do Recolhimento
A Rua do Recolhimento é um arruamento da Mouraria que se inicia na Rua de Santa Cruz do Castelo e que termina no Largo de Santa Cruz do Castelo. Os nomes do Beco do Recolhimento e da Rua do Recolhimento provêm da existência de um antigo recolhimento nas redondezas, o Recolhimento de Nossa Senhora da Conceição, para meninas nobres órfãs, destruído aquando do terramoto de 1755.

## Arruamentos não oficiais
O Castelo de São Jorge em si é considerado nos mapas da câmara como um arruamento não oficial, mas reconhecido. Os correios aceitam-no como morada.
Existem ainda outros 4 arruamentos não oficiais:
- Pátio da Pascácia (Rua de Santa Cruz do Castelo, 74)
- Pátio das Cozinhas (Rua das Cozinhas, 2)
- Pátio do Sequeiro (Largo de Santa Cruz do Castelo, 7)
- Pátio José Pedreira (Rua do Recolhimento, 35)

A indicação do arruamento a que pertencem é o usado pelo mapa da cidade, no sítio oficial da Câmara Municipal de Lisboa.